# Александров, Евгений Владимирович (футболист)
Евгений Владимирович Александров (27 февраля 1952, Ногинск — 4 февраля 2019) — советский футболист, защитник. Мастер спорта СССР.

## Биография
Воспитанник юношеской команды «Труд» Ногинск. В составе команды мастеров дебютировал в 1968 году во классе «Б» за местное «Знамя». В дальнейшем выступал за СКА Ростов-на-Дону (1969—1975 — 107 матчей в высшей лиге, один гол), «Локомотив» Москва (1976—1977, 1979—1982 — 119 игр, три гола в высшей лиге), ЦСКА (1978 — 19 игр, один гол), «Спартак» Кострома (1982—1988, 24 игры в первой лиге, 184 игры, один гол во второй лиге).
В 1981 году был капитаном «Локомотива». Играл за юношеские и молодёжную сборные СССР. Работал тренером футбольной школы «Спартак» Москва.

## Достижения
- Финалист Кубка СССР: 1971